# Алевипоэг
А́левипоэг (эст. Alevipoeg), в русском переводе также А́лев-сын, А́лев, А́левитян сын и А́лев-муж — персонаж эстонского народного эпоса «Калевипоэг». Спутник и друг Калевипоэга. Упоминается в десятой, тринадцатой, пятнадцатой, шестнадцатой, семнадцатой, девятнадцатой и двадцатой песнях эпоса. Имя, вероятно, возникло на основе свойственного эстонским народным песням приёма звуковых повторов: Калев—Алев.

## Песнь десятая
Болото Кикерпяра * Золото водяного * Состязание в силе *  Уплата долга за меч * Колечко девы Ильманейтси
Калевипоэг решает сторговать лошадь для пахоты и с этой целью отправляется в дорогу со своими друзьями. Когда они проходят по болоту Кикерпяра, к Калевипоэгу обращаются два брата, два злыдня и лодыря, которые захотели стать повелителями Кикерпяра, но не смогли поделить между собой болото и стали драться.  Они узнают богатыря Калевипога, и поэтому просят того разрешить их спор, разграничить болото. Калевипоэг обращается к одному их своих друзей:
Ты послушай, славный Алев,
Раздобудь-ка ты верёвку,
Подлинней достань бечёвку.
Той бечёвкой раздели ты,
Пополам разрежь трясину,
Выкопай посередине
Ты канаву межевую...
— Ладно, — молвил добрый Алев.
Вместе с другом неразлучным
Принялся он за работу,
Поспешил исполнить дело.
Но тут вылезает хозяин топи — водяной, «лютый враг людского рода», и спрашивает, что такое делают парни. Алевипоэг отвечает, что они огораживают воду, ставят сети, чтобы ловить рыбу. Водяной пугается, ведь в этой топи находится омут, где ютится его семья, и просит не забирать речку в сеть, а взамен обещает выкуп.
Понял Алев-сын разумный,
Что игра ему на пользу,
Так сказал он водяному:
— А какой же будет выкуп,
Если торг наш совершится,
Если миром всё уладим?
Водяной предлагает Алевипоэгу самому назначить любую плату.
Так промолвил витязь Алев:
— Если ты вот в эту шапку
Старых талеров насыплешь,
Чтоб они бугром лежали,
Ваши входы не сломаю,
Ваших выходов не трону!
Водяной отвечает, что принесёт деньги на рассвете, и ныряет в свой омут, а хитрый Алевипоэг, «ближний калевитян родич», выкапывает яму глубиной почти в сажень и накрывает её дырявой шапкой: «сколько золота ни всыплешь, всё оно ульётся в землю, в тот подкоп, не видный глазу». Рано утром приходит водяной с деньгами, да шапку наполнить у него не получается, не бугрится золото над её краями. С помощником Алева идёт он в свой омут, к родичам, чтобы попросить ещё денег, а Алевипоэг прячет золото в кустарнике, в укромном месте. После того, как Калевипоэг побеждает водяного в перетягивании дубинки, Алевипоэг рассказывает другу о заполученных хитростью талерах. Калевипоэг вспоминает, что он до сих пор не расплатился с финским кузнецом за выкованным им меч, и просит Алевипоэга идти домой, грузить всё золото, серебро и медь в лодки и отправляться к финнам, оплатить его долг.
Алевитян сын разумный
Поспешил приказ исполнить,
Зашагал широким шагом,
Напрямик пошёл он к Харью.

## Песнь тринадцатая
Возвращение с досками * В подземном царстве * Девушки в аду
Когда Калевипоэг веселится и играет в аду с тремя сёстрами, обещает он высвободить их из плена Рогатого и выдать замуж за своих друзей:
Женихов для вас найду я,
Всем троим я стану сватом:
Пусть одну полюбит Сулев,
Алев выберет другую,
Третью — мой оруженосец.

## Песнь пятнадцатая
Бесы преследуют Калевипоэга * Олев-зодчий * Судьба девушек, освобождённых витязем
Калевипоэг, отбиваясь от бесов, несёт на себе тяжёлую поклажу и трёх сестёр, которых он освободил из ада, из плена Рогатого. Придя домой, он отдаёт сестёр Алевипоэгу «под покров и защиту» и говорит тому, чтобы позвал он к девушкам сватов:
Алев-сын скучал без милой,
Словно петушок в корзине, —
Сам он  девушку просватал,
Выбрал младшую сестрицу.
Старшую сестру выбирает себе в жёны Сулевипоэг, а средняя остаётся непросватана. Колдун Туслар, узнав об этом, похищает её, чтобы сделать своей женою, но свояки отправляются спасать девушку.
Сулев-сын друзей сзывает,
Алев-сын берёт оружье,
Скачет конная дружина
Против силы чародейской,
Чтоб спасти сестру их плена,
Вырвать из когтей коварных!
Алевипоэг и Сулевипоэг спасают девушку из плена, Туслара убивают, а его дом поджигают. Девушку сватает за себя градостроитель Олевипоэг.

## Песнь шестнадцатая
Постройка корабля и отплытие * Путешествие на край света * Лапландия и Варрак
Калевипоэг построил серебряный корабль «Леннук» и собирает команду, чтобы поплыть на нём на край света, на «крайний север». На его зов откликаются и самые близкие его друзья:
Вот уж едет к морю Сулев,
Вот и Алев едет к морю,
Дан приказ оруженосцу
Собираться в путь-дорогу.
Выходят они на самые разные берега, случаются с ними разные приключения, а перед выходом на очередной берег Калевипоэг решает немного отдохнуть:
На корме улёгся Калев
Вместе с Сулевом усталым
Подремать под ясным солнцем.
Алев, спящих охраняя,
Стал над ними настороже.

## Песнь семнадцатая
Калевипоэг в походе * Битва с чужеземцами в Ассамалле * Происшествие у адского котла * Танец дочерей Муру
После того, как Калевипоэг отказался от затеи дойти до края света и, после разных приключений и сражений, вернулся домой, в Лалли, у эстов начинается «золотое время счастья». Олевипоэг строит Линданисе, Алевипоэг тоже занимается строительством:
Алев — Калевов помощник,
Крепость добрую построил
В Харью, в том краю болотном,
Среди топей непролазных,
Средь лесов непроходимых.
Но приходят гонцы с вестями, что по морю приплыли враги. Калевипоэг собирает воинов и скачет на коне к Виру. По дороге туда, на широком поле в Ассамалле, встречают они часть недругов:
Сулев ринулся на битву.
Алев-сын на вражью силу
С одного ударил края,
Олев-сын — с другого края,
Богатырь Калевипоэг... 
Врезался в средину боя...
В страшном бою поле покрывается холмами трупов. Дружина Калевипоэга одерживает победу и делит между собой добычу: золото, серебро и медь.

## Песнь девятнадцатая
Калевипоэг заковывает Рогатого в цепи * Счастливые времена * Празднество и книга мудрости * Вести о войне
Калевипоэг в тяжёлой битве побеждает Рогатого в аду, и заковывает его в цепи. В тайниках Рогатого набирает он четыре мешка с золотом, взваливает на плечи и пускается в обратный путь, к выходу из ада, к родному дому.
Алев — Калева помощник —
Друга ждать один остался,
Он сидел у края ямы
Над провалом преисподней,
Над норой, в которой скрылся
Калев-сын неустрашимый.
Алев ждал и днём и ночью,
Ждал с тревогой и любовью,
Зорких глаз не закрывая.
Сутки сменяются другими сутками, и Алевипоэг начинает переживать, жив ли Калевипоэг. Но однажды на закате слышится гул шагов Калевипоэга, усталый богатырь выходит на «поверхность мира» и падает в изнеможенье на траву.
Алев-муж, удалый витязь,
Притащил воды проворно,
Освежил водой друга,
Напоил водой студёной.
Алевипоэг говорит Калевипоэгу, что тот отсутствовал целых три недели. Калевипоэг, в свою очередь, рассказывает другу о том, что он пережил в аду. Алевипоэг готовит обед на двоих:
Алев-сын, зарезал зубра,
На обед — быка лесного,
Что семь лет гулял на воле,
Ни ярма не знал, ни плуга...
Алев-муж, могучий витязь,
Он с лесным быком поладил:
Он ему на шею прыгнул,
За рога схватил крутые,
Между рог быка ударил
Топором своим тяжёлым,
Перерезал бычье горло,
Крови выпустил сто бочек,
Снял семьсот кадушек сала.
После сытного обеда Калевипоэг ложится на траву отдохнуть, а Алевипоэг стережёт золото:
Алев-сын, удалый витязь,
Сел на те мешки со златом:
От врага беречь богатства,
Чтоб разбойник не подкрался,
Чтобы вор мешки не тронул...
Когда Калевипоэг просыпается, идут друзья домой: на плече у Алевипоэга один мешок с золотом, а у Калевипоэга — три.

## Песнь двадцатая
Сборы в поход * Битва * Послы железных людей * Кончина Калевипоэга * У ворот преисподней 
Возвратившись домой, Калевипоэг пирует с друзьями, празднуя победу над Рогатым и своё возвращение домой, но приходят вести о начавшейся войне. Калевипоэг приказывает своим друзьям запрятать его богатства и заговаривает свой клад «заклятьем страшным». Затем, взяв копьё и щит тяжёлый, он выводит коня из стойла и созывает воинов на битву:
Мужа Алева поставил
За собою щитоносцем.
И, поднявши рог военный,
Затрубил в громкоголосый,
Подавая весть народу,
Воинов своих в дорогу
Издалека созывая.
Идёт тяжёлая битва с железными воинами, льётся кровь по долине, враг обращается в бегство. Дружина Калевипоэга отдыхает два дня, и тут приходят вести, что восточную границу перешли войска поляков и «воинственных литвинов», а за ними тучей идут татары. Войско Калевипоэга поднимается навстречу врагу.
Бой длится семь дней, погибает Сулевипоэг, и Калевипоэг отправляет Алевипоэга «подбодрить ряды передних, поднимать на битву средних».
Алевитян сын любимый
Полетел на крыльях ветра,
Отдал войску повеленье
Опрокинуть вражью силу.
Дружина Калевипоэга хоронит своих погибших друзей, а на рассвете следующего дня опять начинается сражение с татарами:
Трое сильных побратимов:
Олев, Алев и сын-Калев — 
Словно глыбы скал, бесстрашно,
Три щита сомкнув стеною,
Выстояли в лютой битве...
Три друга двигаются через долину искать ручей, чтобы освежить пересохшие гортани, и выходят к озеру. Усталый Алевипоэг наклоняется с обрыва и, не удержавшись на ногах, падает в глубокий омут. Олевипоэг и Калевипоэг бросаются ему на помощь, но спасти своего друга им не удаётся. Они выносят труп Алевипоэга на сушу и воздвигают холм над берегом высоким.
Говорят, что глаз счастливый
Видит при сиянье солнца,
Как блестит на дне глубоком
Богатырский шлем железный
И трёхгранный меч широкий —
Память Алева святая.